# Asio flammeus galapagoensis
El búho campestre de las Galápagos (Asio flammeus galapagoensis) es una subespecie del búho campestre (Asio flammeus), un ave perteneciente a la familia de los búhos (Strigidae) que habita, estacionalmente con otras subespecies, en Norteamérica, Europa, África septentrional y Siberia donde anida, y en Sudamérica, China meridional, Sudeste Asiático e India, donde inverna. Esta subespecie en particular, es endémica del archipiélago de las islas Galápagos, ubicado en el océano Pacífico.